# Дом Отдыха (Брянская область)
Дом Отдыха — посёлок в Почепском районе Брянской области в составе Краснорогского сельского поселения.

## География
Находится в центральной части Брянской области на расстоянии приблизительно 19 км на восток-северо-восток по прямой от районного центра города Почеп.

## История
Бывшая усадьба графа А. К. Толстого; в первые годы Советской власти здесь располагалась сельскохозяйственная коммуна «Лениндорф», позднее «Красная». В 1926 году был открыт дом отдыха. С 1967 года — музей-усадьба А. К. Толстого. На карте 1941 года отмечен как безымянный поселок.

## Население
Численность населения: 42 человека (русские 100 %) в 2002 году, 40 в 2010.